# Alexandra Shipp
Alexandra Shipp (Phoenix, Arizona, 16 de julio de 1991) es una actriz estadounidense, conocida por sus papeles en Straight Outta Compton (2015), X-Men: Apocalipsis (2016) y Tick, Tick... Boom! (2021).

## Biografía

### Primeros años
Shipp creció en Phoenix, Arizona. Su madre es una profesora de Kundalini yoga, de raza blanca, y su padre, un músico, de raza negra. Ella tiene un hermano llamado James. Shipp fue educada en la escuela primaria Squaw Peak y St. Mary's Catholic High School en Phoenix. Se trasladó a Los Ángeles a la edad de 17 para perseguir su carrera de actuación.

### Carrera
En 2009, Shipp hizo su debut como actriz con un papel menor en Alvin y las ardillas 2. Fue protagonista en la tercera temporada de la serie de televisión de drama y misterio adolescente House of Anubis, interpretando el papel de KT Rush.
En 2014, Shipp llamó la atención por su rol como Dani Raymond en la película para televisión de VH1 Drumline: A New Beat y a Aaliyah Houghton, en la película para televisión de Lifetime Aaliyah: The Princess of R&B, en la que cantó algunas canciones. Luego interpretó a la esposa de Ice Cube, Kimberly Woodruff, en la película de drama biográfico Straight Outta Compton, de la que relata las carreras del grupo de hip hop N.W.A. En enero de 2015, se unió a la película de superhéroes X-Men: Apocalipsis como Ororo Munroe/Storm, una mutante que controla el clima, previamente interpretado por Halle Berry. Shipp protagoniza junto a Kathryn Prescott y Lucy Hale en la película de comedia Dude. En 2018 participó en la película de temática LGTBI+ Con amor, Simon (en inglés: Love, Simon), donde encarnó a Abby Suso.

## Vida personal
En junio de 2021 subió un post a instagram hablando sobre su sexualidad. Expresó que no salió del armario hasta sus 28 años y que sentía orgullo de ser quien es. 
Ese mismo año salió en el videoclip de la canción "Chance" de la cantante Hayley Kiyoko, en el que se muestra una relación romántica entre mujeres.

## Filmografía

### Cine
| Año  | Título                                  | Rol                     | Notas |
| ---- | --------------------------------------- | ----------------------- | ----- |
| 2009 | Alvin and the Chipmunks: The Squeakquel | Valentina               |       |
| 2011 | In Time                                 | Karl                    |       |
| 2015 | Straight Outta Compton                  | Kimberly Woodruff       |       |
| 2016 | X-Men: Apocalipsis                      | Ororo Munroe / Tormenta |       |
| 2017 | Tragedy Girls                           | McKayla Hooper          |       |
| 2018 | Love, Simon                             | Abby Suso               |       |
| 2018 | Spinning Man                            | Anna                    |       |
| 2018 | Dude                                    | Amelia                  |       |
| 2018 | Deadpool 2                              | Ororo Munroe / Storm    | Cameo |
| 2019 | A Dog's Way Home                        |                         |       |
| 2019 | Dark Phoenix                            | Ororo Munroe/ Storm     |       |
| 2019 | Son of Shaft                            |                         |       |
| 2019 | Jexi                                    | Cate                    |       |
| 2020 | Violet & Finch                          | Kate                    |       |
| 2021 | Silk Road: Atrapado en la Dark Web      | Julia                   |       |
| 2021 | Tick, Tick... Boom!                     | Susan                   |       |
| 2023 | Barbie                                  | Barbie escritora        |       |
| 2023 | Anyone But You                          | Claudia                 |       |

### Televisión
| Año  | Título                       | Rol              | Notas                             |
| ---- | ---------------------------- | ---------------- | --------------------------------- |
| 2011 | Switched at Birth            | Ashley           | Episodio: "Dance Amongst Daggers" |
| 2012 | Victorious                   | Aleese           | Episodio: "The Gorilla Club"      |
| 2013 | House of Anubis              | KT Rush          | 41 episodios                      |
| 2013 | Occult                       | Alana Hutchins   | Piloto fallido de A&E             |
| 2013 | Awkward                      | Abby Martin      | Episodio: "Less Than Hero"        |
| 2014 | Ray Donovan                  | Tiffany          | Episodio: "Yo Soy Capitán"        |
| 2014 | Days of Our Lives            | Mary Beth        | 3 episodios                       |
| 2014 | Drumline: A New Beat         | Dani Raymond     | Película para televisión          |
| 2014 | Aaliyah: The Princess of R&B | Aaliyah Haughton | Película para televisión          |
| 2015 | Your Family or Mine          | Lucy             | Episodio: "Pilot"                 |

## Premios y nominaciones
| Año  | Premio                          | Categoría                   | Nominación         | Resultado | Ref.          |
| ---- | ------------------------------- | --------------------------- | ------------------ | --------- | ------------- |
| 2016 | Teen Choice Awards              | Choice Movie: Breakout Star | X-Men: Apocalipsis | Nom       | [ 11 ] [ 12 ] |
| 2017 | Nickelodeon Kids' Choice Awards | Favorite Squad              | X-Men: Apocalipsis | Nom       | [ 13 ]        |